# Gambhar
Gambhar és un riu de muntanya a Himachal Pradesh i Panjab. Neix a la falda de l'Himàlaia i corre en direcció nord-oest, passant per Subdthu, fins a desaiguar al Sutlej després d'un curs de 65 km. En temps de pluges pateix desbordaments.